# Tsooru
Tsooru je vesnice v estonském kraji Võrumaa, samosprávně patřící do obce Antsla.

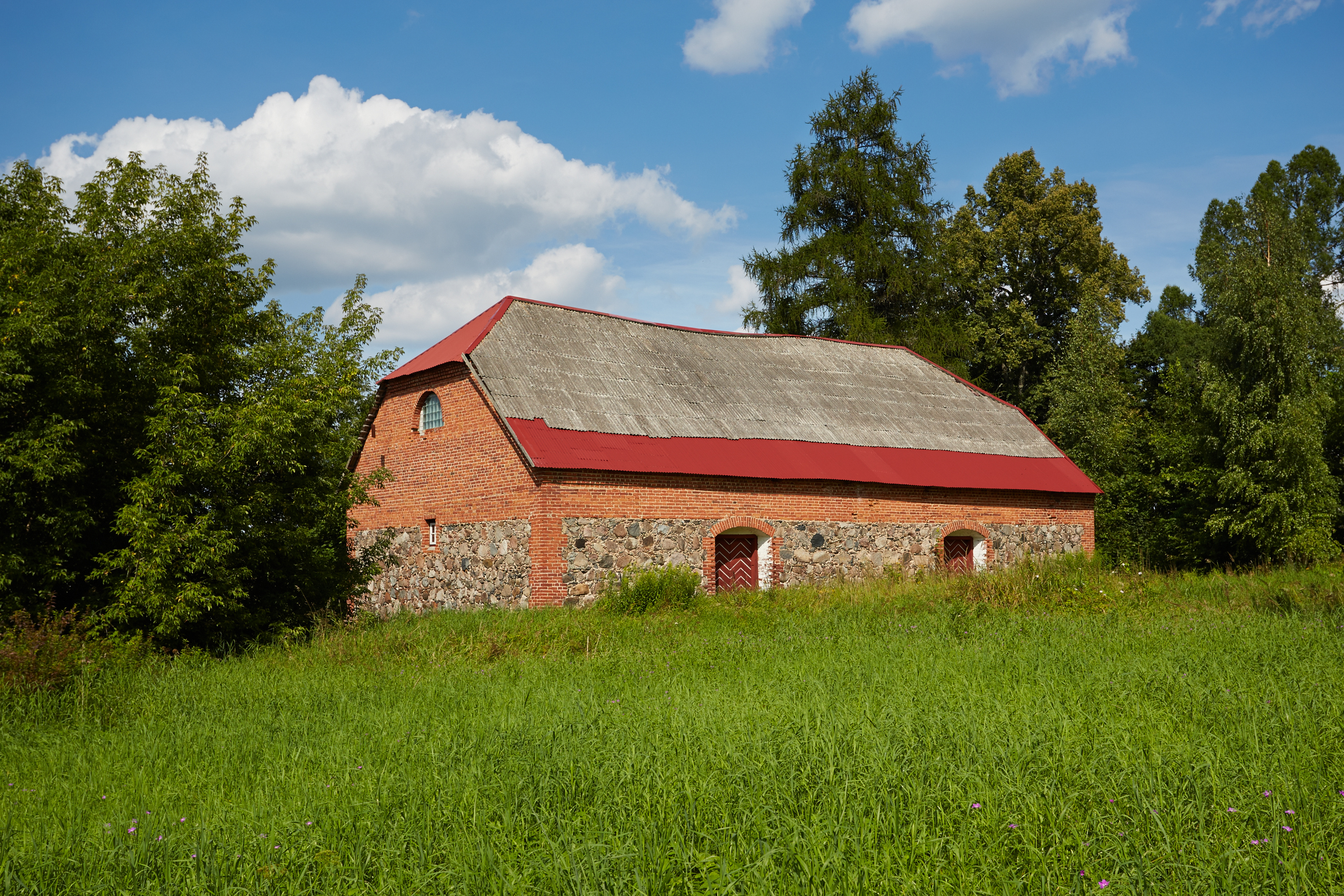
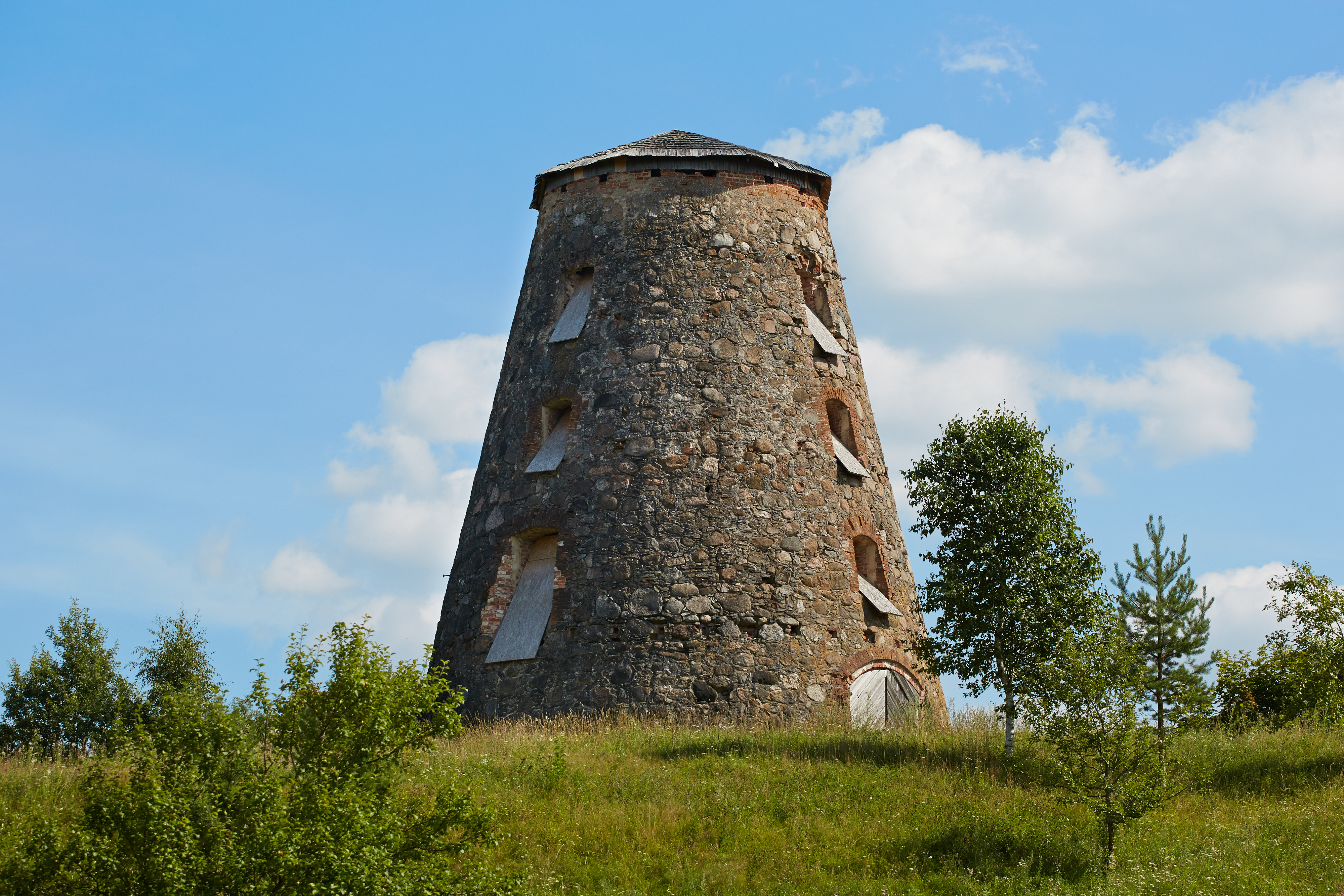